# Stade Municipal de Richard Toll
Das Stade Municipal de Richard Toll (deutsch Städtisches Stadion Richard Toll) ist ein Fußballstadion in der senegalesischen Stadt Richard Toll, Region Saint-Louis, im Norden des Landes. Die Anlage ist die Heimspielstätte des örtlichen Fußballvereins AS Sucrière de La Réunion. Es bietet 3000 Zuschauern Platz. Es wird auf einem Sandplatz gespielt.
2018 kämpfte der Verein unter dem Vereinsnamen ASSUR (Association sportive sucrière de Richard Toll) um den Wiederaufstieg.